# Santiago Rojas Arroyo
Santiago Rojas Arroyo (Bogotá, 12 de febrero de 1967) es un abogado y diplomático colombiano. En la presidencia de Juan Manuel Santos fue Ministro de Industria y Comercio, Director de Dirección de Impuestos y Aduanas Nacionales. y Presidente del Banco de Comercio Exterior de Colombia, Bancóldex. Actualmente es el socio gerente de Rojas Arroyo Consultores, una firma de abogados especializada en derecho económico.

## Biografía
Santiago Rojas realizó sus estudios de primaria y secundaria en el Gimnasio Campestre. Es abogado de la Pontificia Universidad Javeriana y tiene una especialización en negociaciones y relaciones internacionales de la Universidad de los Andes. Toda su trayectoria ha sido en temas de comercio exterior, aduana, derecho tributario e inversión extranjera.

### Trayectoria
Fue Viceministro de Comercio Exterior de Marta Lucía Ramírez en la presidencia de Andrés Pastrana Arango, después de haber sido director general de Comercio Exterior de ese mismo ministerio y asesor de Ramírez. En octubre de 2001 pasó a ser director de la Dirección de Impuestos y Aduanas Nacionales de Colombia (DIAN), cargo que ocupó hasta el cambio de gobierno en agosto de 2002.
Durante el Gobierno de Álvaro Uribe, como consultor independiente, asesoró al Gobierno en la negociación del Tratado de Libre Comercio con Estados Unidos. Fue asesor comercial de la Misión de Colombia ante la Organización Mundial de Comercio. También fue representante alterno ante la Comisión del Acuerdo de Cartagena, consultor jurídico de la Secretaría General de la Comunidad Andina y perteneció a las juntas directivas de Bancóldex, Fiducoldex y Proexport, las principales entidades encargadas de ejecutar la política de comercio exterior del país.
El 10 de octubre de 2013, fue designado por el presidente Juan Manuel Santos como Ministro de Comercio, Industria y Turismo reemplazando a Sergio Díaz-Granados. 
El 18 de julio de 2014 el presidente Juan Manuel Santos lo nombró como nuevo director de la DIAN, en reemplazo de Juan Ricardo Ortega. Desde allí impulsó un nuevo régimen aduanero, una reforma tributaria estructural e implementó la factura electrónica en Colombia. Debido al cambio de Gobierno, el 2 de agosto de 2018 terminó su labor frente a la DIAN y retoma su actividad abogado y consultor en su firma Rojas Arroyo Consultores.